# Dong'anmen

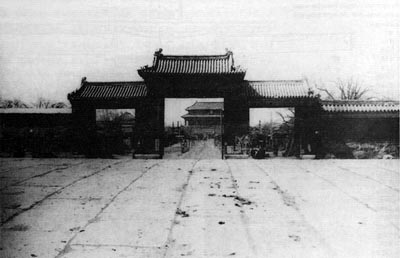
Dong'anmen, 1912

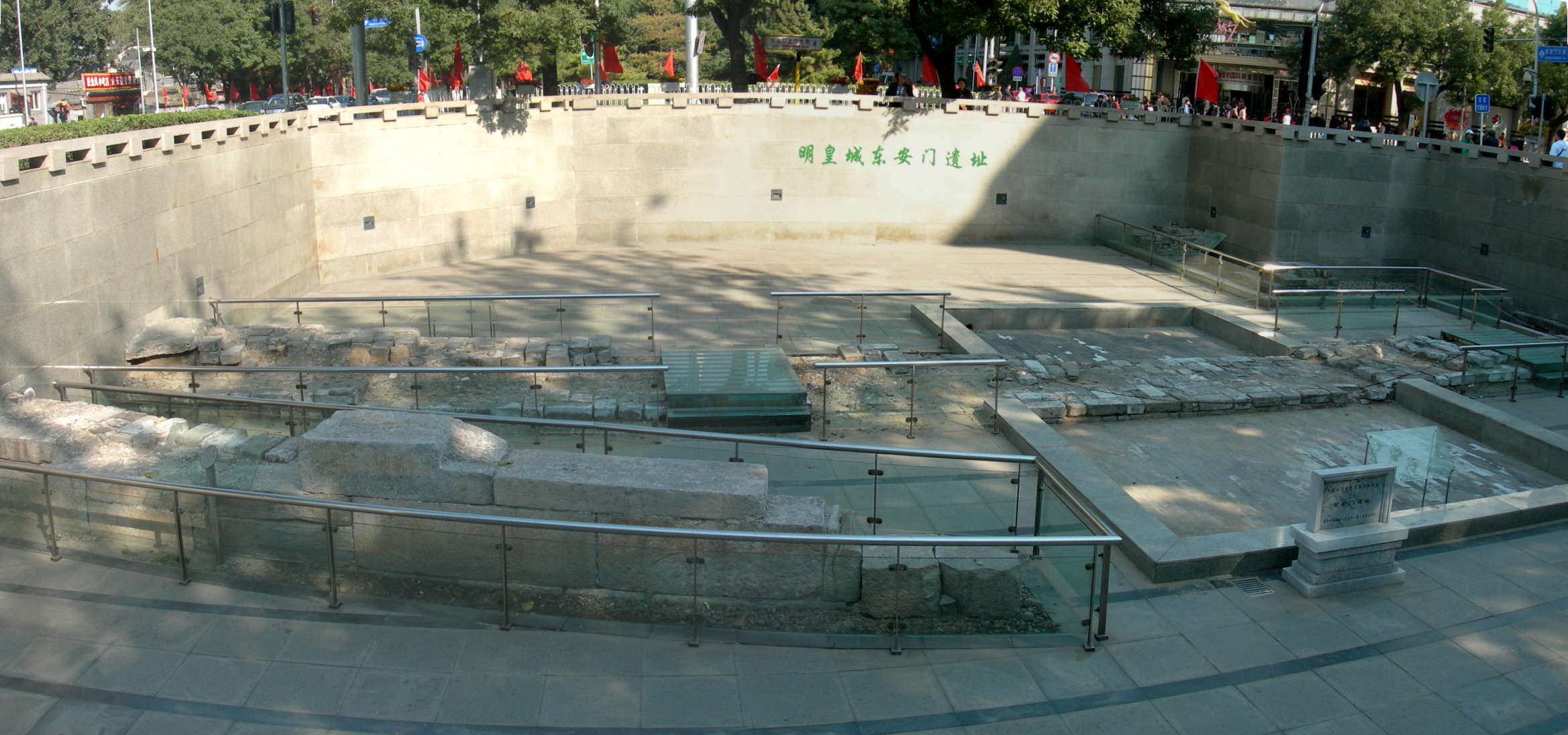
De utgrävda resterna från Dong'anmen, utställd vid Ming Imperial Palace Relics (明皇城东安门遗址).

Dong'anmen (东安门; Dōng'ānmén)  var en forna stadsport i Pekings stadsmur runt den kejserliga staden i Kina. 
Kinaporten stod i Dongchengdistriktet rakt öster om Förbjudna staden en dryg kilometer nordost om Himmelska fridens torg. Innanför den huvudsakliga stadsmuren som omslöt den inre staden, men runt den kejserliga staden uppförd kejsar Yongle i samband med att staden färdigställdes 1420 en stadsmur där Dong'anmen var dess östra port.
Dong'anmen brändes ner  1912 av militärbefälhavaren Cao Kun. 2001 grävdes fundamentet av Dong'anmen fram där Dong’anmenavenyn (东安门大街) möter Donghuamenavenyn (东华门大街) och visas upp på utställningsplatsen Ming Imperial Palace Relics (明皇城东安门遗址).